# Platygyra ryukyuensis
Platygyra ryukyuensis là một loài san hô trong họ Faviidae. Loài này được Yabe & Sugiyama mô tả khoa học năm 1936.